# Barna lábasguvat
A barna lábasguvat (Mesitornis unicolor) a madarak osztályának a lábasguvatalakúak (Mesitornithiformes) rendjébe tartozó, és a lábasguvatfélék (Mesitornithidae) családjába tartozó faj.

## Előfordulása
Madagaszkár keleti részén honos. Trópusi esőerdők talajának lakója.

## Megjelenése
Testhossza 30 centiméter. Kicsi feje, zömök teste, széles farka és rövid szárnya van. Szinte teljesen röpképtelen. Tollazata világosbarna.

## Életmódja
Magvakkal, gyümölcsökkel és rovarokkal táplálkozik, melyeket a talajról szedeget fel.

## Szaporodása
Alacsony fákon fészkel, ahová nem kell felrepülnie.